# Colleen Brennan
Colleen Brennan (1º dicembre 1949) è un'attrice ed ex attrice pornografica statunitense.

## Biografia
Colleen Brennan inizia la sua carriera di attrice, con il nome di Sharon Kelly, in diversi film di sexploitation degli anni settanta prodotti da Harry Novak. Nel 1974 appare in ruolo minore, non accreditata, in Foxy Brown di Jack Hill. Recita anche in Supervixens (1975) di Russ Meyer e nelle prime due pellicole della serie di Ilsa, ovvero Ilsa la belva delle SS (1975) e Ilsa la belva del deserto (1976) entrambi diretti da Don Edmonds.
Sempre nel 1975 appare in Un gioco estremamente pericoloso di Robert Aldrich e in Shampoo di Hal Ashby. Nel 1976 interrompe improvvisamente le sue partecipazioni a film d'exploitation. Negli anni successivi scompare dal mondo dello spettacolo con le sole eccezioni di una piccola parte in una puntata della serie TV Lou Grant nel 1979 e un'altra in S.O.B. di Blake Edwards nel 1981.
Negli anni ottanta comincia a recitare in film pornografici e partecipa, tra gli altri, anche a due capitoli della celebre serie Taboo. In pochi anni vince i principali premi come miglior attrice assegnati dall'industria del porno (CAFA Award, XRCO Award e AVN Award) e si ritira dalle scene nel 1986.

## Filmografia
- Sassy Sue (1972)
- Beauties and the Beast (1973)
- Dirty Mind of Young Sally (1973)
- La gang dei bassotti (1973)
- Teenage Bride (1973)
- Delinquent Schoolgirls (1974)
- Foxy Brown (1974)
- Shampoo (1975)
- Supervixens (1975)
- Ilsa la belva delle SS (1975)
- Tre matti in un collegio femminile (1975)
- Un gioco estremamente pericoloso (1975)
- Love Lust and Violence (1976)
- Ilsa la belva del deserto (1976)
- Corrupt Desires (1983)
- Golden Girls Film 163 (1983)
- Lady Dynamite (1983)
- Little Kimmie Johnson (1983)
- Love Roots (1983)
- 6 Faces Of Samantha (1984)
- All American Girls 3: Up Up and Away (1984)
- China and Silk (1984)
- Coming Together (1984)
- Computer Girls (1984)
- Daisy Chain (1984)
- Dirty Girls (1984)
- Dirty Shary (1984)
- Eighth Erotic Film Festifal (1984)
- Girls of the Night (1984)
- Good Girls Bad Girls (1984)
- Home Movies Ltd. 2 (1984)
- Hustler Video Magazine 2 (1984)
- Maid in Manhattan (1984)
- Matinee Idol (1984)
- One Night at a Time (1984)
- Scared Stiff (1984)
- Sulka's Daughter (1984)
- Suzy's Birthday Bang (1984)
- Swedish Erotica 59 (1984)
- Taboo 3 (1984)
- Talk Dirty to Me 3 (1984)
- Trinity Brown (1984)
- Wet Wild and Wicked (1984)
- 69 Park Avenue (1985)
- Animal in Me (1985)
- Bedtime Tales (1985)
- Beverly Hills Exposed (1985)
- Blondie (1985)
- Candy Stripers 2 (1985)
- Coming of Angels 2 (1985)
- Country Girl (1985)
- Cummin' Alive (1985)
- Family Secrets (1985)
- First Annual XRCO Adult Film Awards (1985)
- Flesh And Ecstasy (1985)
- Hot Blooded (1985)
- Initiation of Cynthia (1985)
- Le proibitissime viziose novelle di Canterbury (1985)
- Love Champions (1985)
- More Than a Handful (1985)
- Mother's Pride (1985)
- Nice and Tight (1985)
- Perfect Fit (1985)
- Ribald Tales of Canterbury (1985)
- Sex 2084 (1985)
- Sexavision (1985)
- Sexorama (1985)
- Some Kind Of Woman (1985)
- Squalor Motel (1985)
- Street Heat (1985)
- Striptease (1985)
- Talk Dirty to Me One More Time 1 (1985)
- Tower of Power (1985)
- Bigger the Better (1986)
- Club Ecstasy (1986)
- Down and Dirty in Beverly Hills (1986)
- Famous Ta Ta's (1986)
- Fantasy Land (1986)
- Getting Personal (1986)
- I Wanna Be A Bad Girl (1986)
- Innocent Taboo (1986)
- Lady By Night (1986)
- Red Garter (1986)
- Secret Mistress (1986)
- Sex Game (1986)
- She Loves the Four-X Feeling (1986)
- Star Angel (1986)
- Taboo 5 (1986)
- Unnatural Act 2 (1986)
- Voyeur's Delight (1986)
- All For His Ladies (1987)
- Circus Acts (1987)
- Girls Who Love To Suck (1987)
- Leather and Lace (1987)
- Legends of Porn 1 (1987)
- Ragazze sotto chiave (1987)
- Raw Talent 2 (1987)
- Command Performance (1988)
- Girls Who Dig Girls 8 (1988)
- Only the Best of Men's and Women's Fantasies (1988)
- Only the Best of Oral (1988)
- Oral Ecstasy 1 (1988)
- Screaming Rage (1988)
- Taste of the Best 1 (1988)
- Taste of the Best 3 (1988)
- Girls Who Love Girls 12 (1989)
- Le Sex De Femme 4 (1989)
- Talk Dirty to Me 3 (new) (1989)
- Women Who Love Girls (1989)
- Red On The Noodle Like A Swance On A Poodle (1990)
- Nasty Girls 2 (1993)
- Swedish Erotica Hard 34 (1993)
- Lesbian Bra Busters of the 80's (2004)
- Rachel Ashley Collection (2005)
- Vanessa Del Rio: Latina Goddess (2006)
- XXX Bra Busters in the 1980's 2 (2006)
- Colleen Brennan: Porns 1st Grandma (2007)
- Swedish Erotica 104 (2007)
- Swedish Erotica 83 (new) (2007)

## Riconoscimenti
- AVN Awards
  - 1987 – Best Actress (film) per Getting Personal[1]
  - 1987 – Best Supporting Actress (film) per Star Angel[2]
- XRCO Award
  - 1987 – Sizzling Support – Female per Star Angel[3]
  - 1987 – Best Actress per Getting Personal[4]
  - 1988 – XRCO Hall of Fame[5]

Altri premi
- CAFA Award 1984 – Best Actress per Trinity Brown
- CAFA Award 1984 – Best Supporting Actress per Good Girl, Bad Girl